# Bachem Werke
Bachem Werke GmbH, també coneguda com a Bachem-Werk,va ser una empresa alemanya existent durant la Segona Guerra Mundial que va produir peces per a motors de pistó i altres components aeronàutics. Va ser coneguda pel desenvolupament de Bachem Ba 349 Natter.
Fundada el 1942 pel Dipl Ing Erich Bachem, exdirector de Fieseler, Bachem va començar dedicant-se a donar suport a l'esforç de guerra d'Alemanya produint peces que s'ensamblarien i es transformarien en motors de pistó per a la Luftwaffe i altres components aeronàutics en fusta. En resposta a l'augment dels atacs i els bombardejos devastadors dels aliats, Bachem va participar en un projecte per a un avió no convencional que interceptés formacions de bombarders enemics. Aquest avió seria anomenat Bachem Ba 349 Natter. Es van dur a terme algunes proves amb l'aeronau, però mai no va entrar en combat. Amb el final de la guerra, l'empresa va deixar d'existir.